# Rendition
Rendition is een film uit 2007 onder regie van Gavin Hood.

## Verhaal
Isabella is een Amerikaanse vrouw die getrouwd is met een man die verdacht wordt van terrorisme. Wanneer hij tijdens een reis van Zuid-Afrika naar Washington verdwijnt, gaat ook Isabella van Zuid-Afrika terug naar de Verenigde Staten om de zaak te onderzoeken. Ondertussen is Douglas Freeman, een agent die werkt voor de CIA, een getuige van een nogal onorthodox gesprek, hetgeen hij maar moeilijk achter zich kan leggen.

## Rolverdeling
- Reese Witherspoon - Isabella Fields El-Ibrahimi
- Jake Gyllenhaal - Douglas Freeman
- Meryl Streep - Corrine Whitman
- Aramis Knight - Jeremy El-Ibrahimi
- Rosie Malek-Yonan - Nuru El-Ibrahimi
- Omar Metwally - Anwar El-Ibrahimi
- J.K. Simmons - Lee Mayer